# Le Thour
Le Thour és un municipi francès situat al departament de les Ardenes i a la regió del Gran Est. L'any 2007 tenia 321 habitants.

## Demografia

### Població
El 2007 la població de fet de Le Thour era de 321 persones. Hi havia 129 famílies de les quals 31 eren unipersonals (4 homes vivint sols i 27 dones vivint soles), 39 parelles sense fills, 47 parelles amb fills i 12 famílies monoparentals amb fills.
La població ha evolucionat segons el següent gràfic:
Habitants censats

### Habitatges
El 2007 hi havia 155 habitatges, 131 eren l'habitatge principal de la família, 5 eren segones residències i 19 estaven desocupats. 151 eren cases i 1 era un apartament. Dels 131 habitatges principals, 114 estaven ocupats pels seus propietaris, 17 estaven llogats i ocupats pels llogaters i 1 estava cedit a títol gratuït; 4 tenien dues cambres, 13 en tenien tres, 30 en tenien quatre i 85 en tenien cinc o més. 114 habitatges disposaven pel capbaix d'una plaça de pàrquing. A 63 habitatges hi havia un automòbil i a 56 n'hi havia dos o més.

### Piràmide de població
La piràmide de població per edats i sexe el 2009 era:
| Homes | Edats   | Dones |
| ----- | ------- | ----- |
| 0     | 95 o +  | 0     |
| 0     | 90 a 94 | 0     |
| 4     | 85 a 89 | 4     |
| 4     | 80 a 84 | 0     |
| 8     | 75 a 79 | 16    |
| 8     | 70 a 74 | 4     |
| 8     | 65 a 69 | 12    |
| 12    | 60 a 64 | 8     |
| 4     | 55 a 59 | 4     |
| 8     | 50 a 54 | 8     |
| 4     | 45 a 49 | 12    |
| 8     | 40 a 44 | 8     |
| 12    | 35 a 39 | 12    |
| 12    | 30 a 34 | 16    |
| 12    | 25 a 29 | 20    |
| 4     | 20 a 24 | 0     |
| 4     | 15 a 19 | 12    |
| 12    | 10 a 14 | 16    |
| 8     | 5 a 9   | 12    |
| 24    | 0 a 4   | 16    |

## Economia
El 2007 la població en edat de treballar era de 194 persones, 140 eren actives i 54 eren inactives. De les 140 persones actives 128 estaven ocupades (73 homes i 55 dones) i 12 estaven aturades (9 homes i 3 dones). De les 54 persones inactives 18 estaven jubilades, 14 estaven estudiant i 22 estaven classificades com a «altres inactius».

### Ingressos
El 2009 a Le Thour hi havia 131 unitats fiscals que integraven 326 persones, la mediana anual d'ingressos fiscals per persona era de 15.920 €.

### Activitats econòmiques
Dels 10 establiments que hi havia el 2007, 1 era d'una empresa extractiva, 2 d'empreses de construcció, 2 d'empreses de comerç i reparació d'automòbils, 1 d'una empresa d'hostatgeria i restauració, 1 d'una empresa de serveis, 1 d'una entitat de l'administració pública i 2 d'empreses classificades com a «altres activitats de serveis».
Dels 2 establiments de servei als particulars que hi havia el 2009, 1 era una fusteria i 1 lampisteria.
L'any 2000 a Le Thour hi havia 21 explotacions agrícoles que ocupaven un total de 1.778 hectàrees.

## Poblacions més properes
El següent diagrama mostra les poblacions més properes.